# Kearney (Nebraska)
Kearney is een plaats (city) in de Amerikaanse staat Nebraska, en valt bestuurlijk gezien onder Buffalo County.

## Demografie
Bij de volkstelling in 2000 werd het aantal inwoners vastgesteld op 27.431. In 2006 is het aantal inwoners door het United States Census Bureau geschat op 29.385, een stijging van 1954 (7,1%).

## Geografie
Volgens het United States Census Bureau beslaat de plaats een oppervlakte van 29,0 km², waarvan 28,4 km² land en 0,6 km² water. Kearney ligt op ongeveer 656 m boven zeeniveau.

## Plaatsen in de nabije omgeving
De onderstaande figuur toont nabijgelegen plaatsen in een straal van 28 km rond Kearney.